# 誰も見たことない!映像クイズ「アリス」
『誰も見たことない!映像クイズ「アリス」』（だれもみたことない!えいぞうクイズ「アリス」）は、TBS系列で放送されたクイズ番組である。

## 出演者

### MC
- タカアンドトシ（トシ・タカ）

### 第1回解答者
- 井森美幸
- オリエンタルラジオ（藤森慎吾・中田敦彦）
- 春日俊彰（オードリー）
- 狩野英孝
- ダイアモンド☆ユカイ
- ピース（又吉直樹・綾部祐二）
- 宮崎美子
- 矢口真里
- 斎藤哲也（TBSアナウンサー）

### 第2回解答者
- 東貴博（Take2）
- 上野まな
- カンニング竹山
- 菊地亜美（当時・アイドリング!!!）
- ロッチ（中岡創一・コカドケンタロウ）
- 佐々木蔵之介
- 佐藤かよ
- 柴田理恵
- スザンヌ
- 田中卓志（アンガールズ）
- はるな愛
- 三ツ矢雄二
- 六平直政

### 進行
- 高野貴裕（当時・TBSアナウンサー）

## ネット局

### 第1弾
| 放送対象地域   | 放送局                    | 系列    | 放送日時                    | 遅れ日数   |
| -------------- | ------------------------- | ------- | --------------------------- | ---------- |
| 関東広域圏     | TBSテレビ（TBS）          | TBS系列 | 2012年1月2日 14:00 - 15:24  | 制作局     |
| 北海道         | 北海道放送（HBC）         | TBS系列 | 2012年1月2日 14:00 - 15:24  | 同時ネット |
| 長野県         | 信越放送（SBC）           | TBS系列 | 2012年1月2日 14:00 - 15:24  | 同時ネット |
| 静岡県         | 静岡放送（SBS）           | TBS系列 | 2012年1月2日 14:00 - 15:24  | 同時ネット |
| 岡山県・香川県 | 山陽放送（RSK）           | TBS系列 | 2012年1月2日 14:00 - 15:24  | 同時ネット |
| 沖縄県         | 琉球放送（RBC）           | TBS系列 | 2012年1月2日 14:00 - 15:24  | 同時ネット |
| 長崎県         | 長崎放送（NBC）           | TBS系列 | 2012年1月14日 14:00 - 15:24 | 12日遅れ   |
| 富山県         | チューリップテレビ（TUT） | TBS系列 | 2012年1月28日 15:24 - 16:48 | 26日遅れ   |
| 中京広域圏     | 中部日本放送（CBC）       | TBS系列 | 2012年1月28日 15:24 - 17:00 | 26日遅れ   |
| 福島県         | テレビユー福島（TUF）     | TBS系列 | 2012年3月4日 14:00 - 15:24  | 62日遅れ   |
| 宮城県         | 東北放送（TBC）           | TBS系列 | 2012年3月4日 14:00 - 15:30  | 62日遅れ   |
| 近畿広域圏     | 毎日放送（MBS）           | TBS系列 | 2012年3月10日 13:54 - 15:30 | 68日遅れ   |
| 石川県         | 北陸放送（MRO）           | TBS系列 | 2012年4月2日 23:50 - 25:20  | 91日遅れ   |
| 山梨県         | テレビ山梨（UTY）         | TBS系列 | 2012年4月7日 14:30 - 15:54  | 96日遅れ   |
| 山口県         | テレビ山口（tys）         | TBS系列 | 2012年4月8日 15:30 - 16:54  | 97日遅れ   |
| 愛媛県         | あいテレビ（ITV）         | TBS系列 | 2012年4月29日 14:00 - 15:30 | 118日遅れ  |

### 第2弾
| 放送対象地域   | 放送局                    | 系列    | 放送日時                    | 遅れ日数   |
| -------------- | ------------------------- | ------- | --------------------------- | ---------- |
| 関東広域圏     | TBSテレビ（TBS）          | TBS系列 | 2012年4月10日 21:00 - 22:48 | 制作局     |
| 北海道         | 北海道放送（HBC）         | TBS系列 | 2012年4月10日 21:00 - 22:48 | 同時ネット |
| 青森県         | 青森テレビ（ATV）         | TBS系列 | 2012年4月10日 21:00 - 22:48 | 同時ネット |
| 岩手県         | IBC岩手放送（IBC）        | TBS系列 | 2012年4月10日 21:00 - 22:48 | 同時ネット |
| 宮城県         | 東北放送（TBC）           | TBS系列 | 2012年4月10日 21:00 - 22:48 | 同時ネット |
| 山形県         | テレビユー山形（TUY）     | TBS系列 | 2012年4月10日 21:00 - 22:48 | 同時ネット |
| 福島県         | テレビユー福島（TUF）     | TBS系列 | 2012年4月10日 21:00 - 22:48 | 同時ネット |
| 山梨県         | テレビ山梨（UTY）         | TBS系列 | 2012年4月10日 21:00 - 22:48 | 同時ネット |
| 新潟県         | 新潟放送（BSN）           | TBS系列 | 2012年4月10日 21:00 - 22:48 | 同時ネット |
| 長野県         | 信越放送（SBC）           | TBS系列 | 2012年4月10日 21:00 - 22:48 | 同時ネット |
| 静岡県         | 静岡放送（SBS）           | TBS系列 | 2012年4月10日 21:00 - 22:48 | 同時ネット |
| 富山県         | チューリップテレビ（TUT） | TBS系列 | 2012年4月10日 21:00 - 22:48 | 同時ネット |
| 石川県         | 北陸放送（MRO）           | TBS系列 | 2012年4月10日 21:00 - 22:48 | 同時ネット |
| 中京広域圏     | 中部日本放送（CBC）       | TBS系列 | 2012年4月10日 21:00 - 22:48 | 同時ネット |
| 近畿広域圏     | 毎日放送（MBS）           | TBS系列 | 2012年4月10日 21:00 - 22:48 | 同時ネット |
| 鳥取県・島根県 | 山陰放送（BSS）           | TBS系列 | 2012年4月10日 21:00 - 22:48 | 同時ネット |
| 岡山県・香川県 | 山陽放送（RSK）           | TBS系列 | 2012年4月10日 21:00 - 22:48 | 同時ネット |
| 広島県         | 中国放送（RCC）           | TBS系列 | 2012年4月10日 21:00 - 22:48 | 同時ネット |
| 山口県         | テレビ山口（tys）         | TBS系列 | 2012年4月10日 21:00 - 22:48 | 同時ネット |
| 愛媛県         | あいテレビ（ITV）         | TBS系列 | 2012年4月10日 21:00 - 22:48 | 同時ネット |
| 高知県         | テレビ高知（KUTV）        | TBS系列 | 2012年4月10日 21:00 - 22:48 | 同時ネット |
| 福岡県         | RKB毎日放送（RKB）        | TBS系列 | 2012年4月10日 21:00 - 22:48 | 同時ネット |
| 長崎県         | 長崎放送（NBC）           | TBS系列 | 2012年4月10日 21:00 - 22:48 | 同時ネット |
| 熊本県         | 熊本放送（RKK）           | TBS系列 | 2012年4月10日 21:00 - 22:48 | 同時ネット |
| 大分県         | 大分放送（OBS）           | TBS系列 | 2012年4月10日 21:00 - 22:48 | 同時ネット |
| 宮崎県         | 宮崎放送（MRT）           | TBS系列 | 2012年4月10日 21:00 - 22:48 | 同時ネット |
| 鹿児島県       | 南日本放送（MBC）         | TBS系列 | 2012年4月10日 21:00 - 22:48 | 同時ネット |
| 沖縄県         | 琉球放送（RBC）           | TBS系列 | 2012年4月10日 21:00 - 22:48 | 同時ネット |

## スタッフ
2012年4月10日放送分
- 構成：堀田延、張眞英、内藤高淑、水野圭祐、石原大二郎、平和紘、生駒毅、足立昌也
- TM／TD：荒木健一
- カメラ：飯橋俊昭
- VE：下山剛司
- 音声：田村真紀
- 照明：原昇
- 美術プロデューサー：東立
- 美術デザイナー：太田卓志、桝本瑠璃
- 美術制作：澁谷政史
- 装置：坂本進、岡田健助
- 電飾：西田和正
- メカシステム：庄司泰広
- 特殊装置：勝大輔
- アクリル装飾：渡邊卓也
- 特殊効果：財部直樹
- ヘアメイク：石月裕子
- 編集：井上達生
- MA：右田安昌
- TK：岸田純子
- 音効：高田智彰
- CG：森三平
- 制作協力：YELLOW
- 編成：片山剛
- AP：五木田明美、岸本真由美
- ディレクター：市島晃生、小林一丈／上原一節、小林恭寛、相澤雄、石井賢次、渡辺学
- 演出：山川ハジメ、市島晃生
- プロデューサー：林和夫
- チーフプロデューサー：海本泰
- 製作著作：TBS